# Randolph Scott

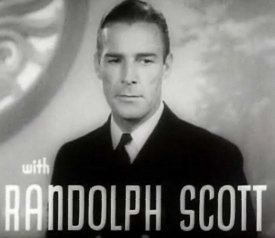
Randolph Scott în filmul „Follow the Fleet” (1936)

Randolph Scott (n. 23 ianuarie 1898 – d. 2 martie 1987) a fost un actor american de film.

## Filmografie
- 1940 My Favorite Wife (My Favorite Wife), regia Garson Kanin
- 1947 Ajunul Crăciunului (Christmas Eve), regia Edwin L. Marin
- 1979 Vestul sălbatic (The Wild West), regia Laurence Joachim